# Венюм-Вісел
Венюм-Вісел (нід. Wenum-Wiesel) — село в нідерландській провінції Гелдерланд. Входить до муніципалітету Апелдорн.

## Галерея

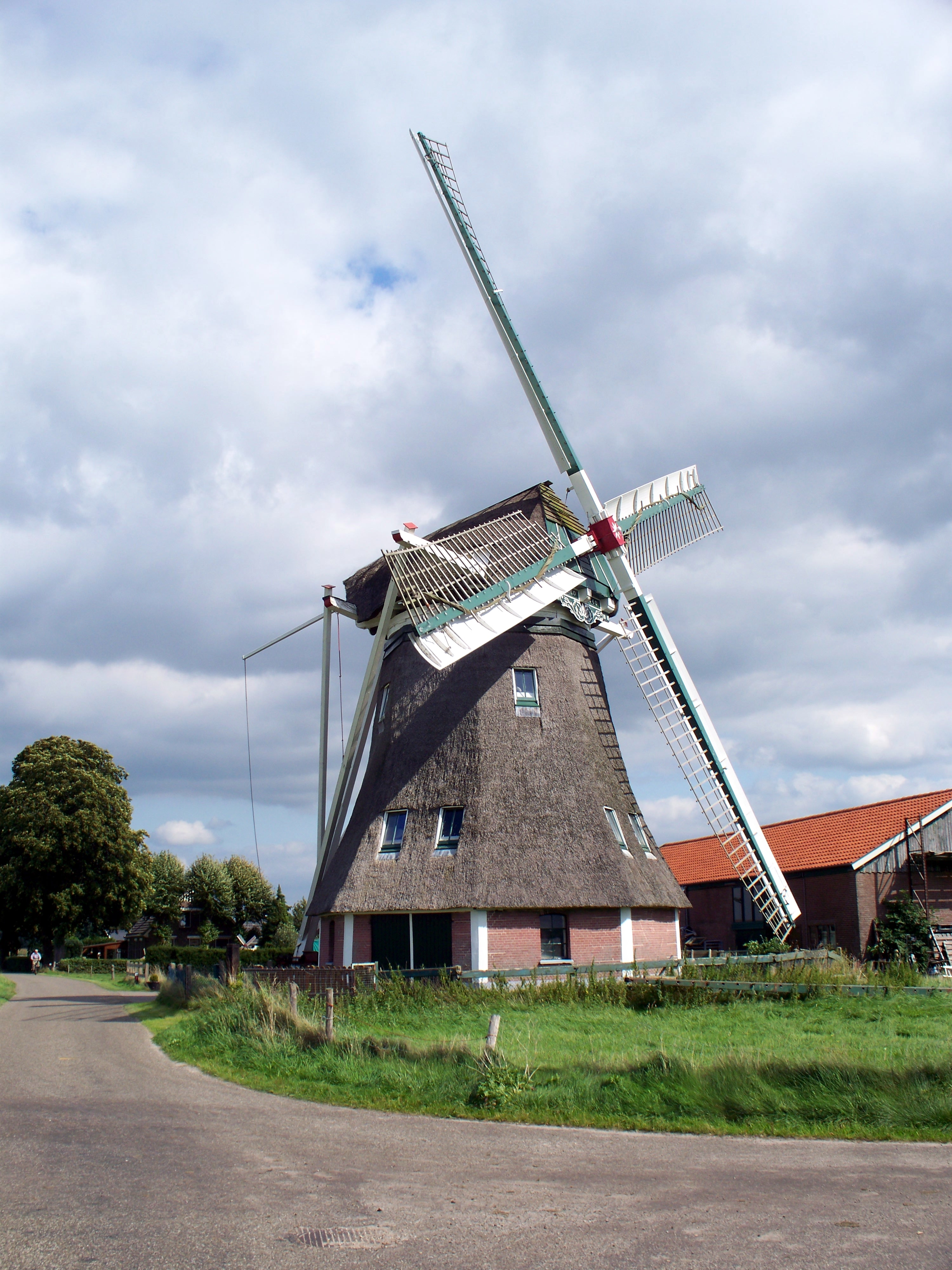
Вітряк
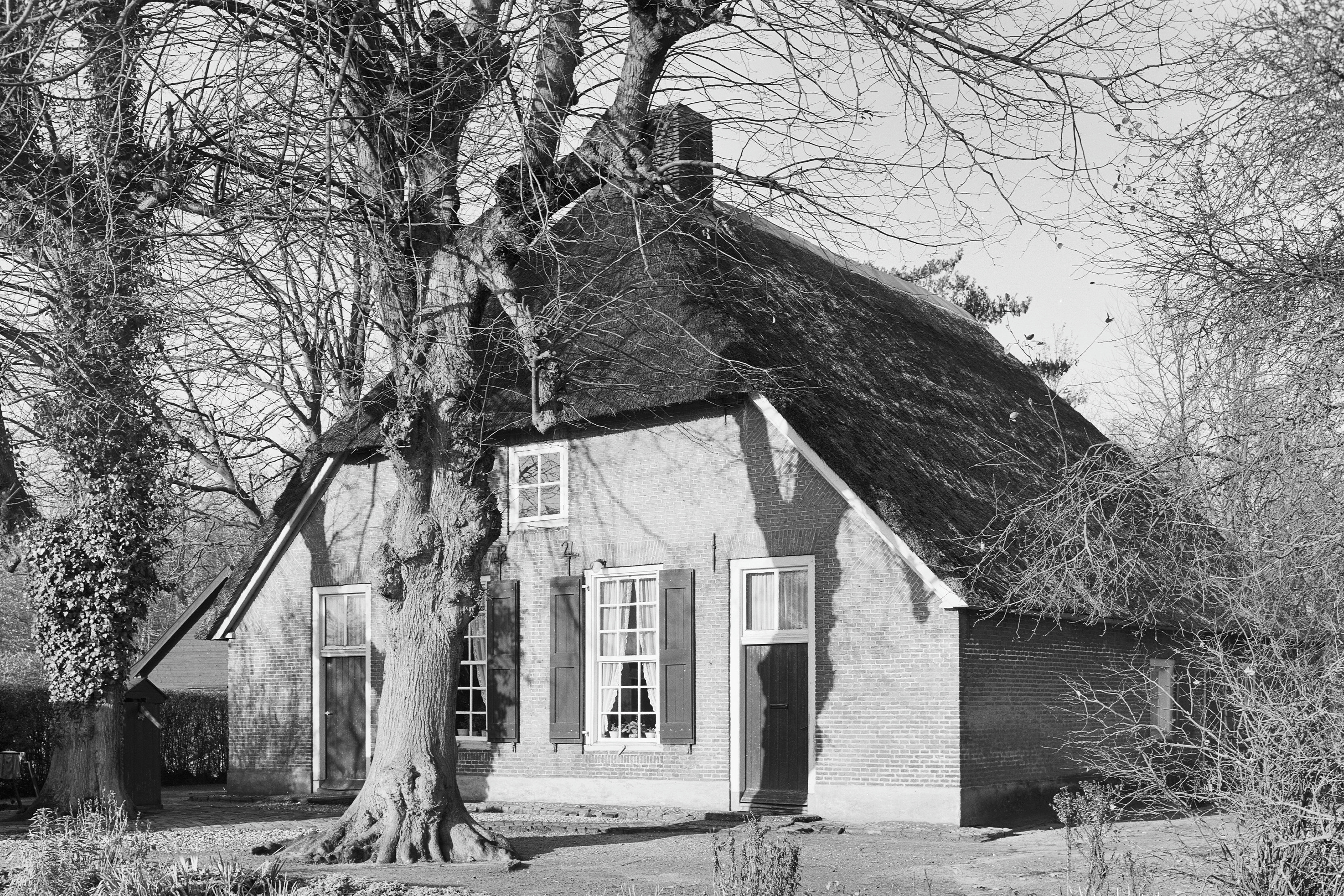
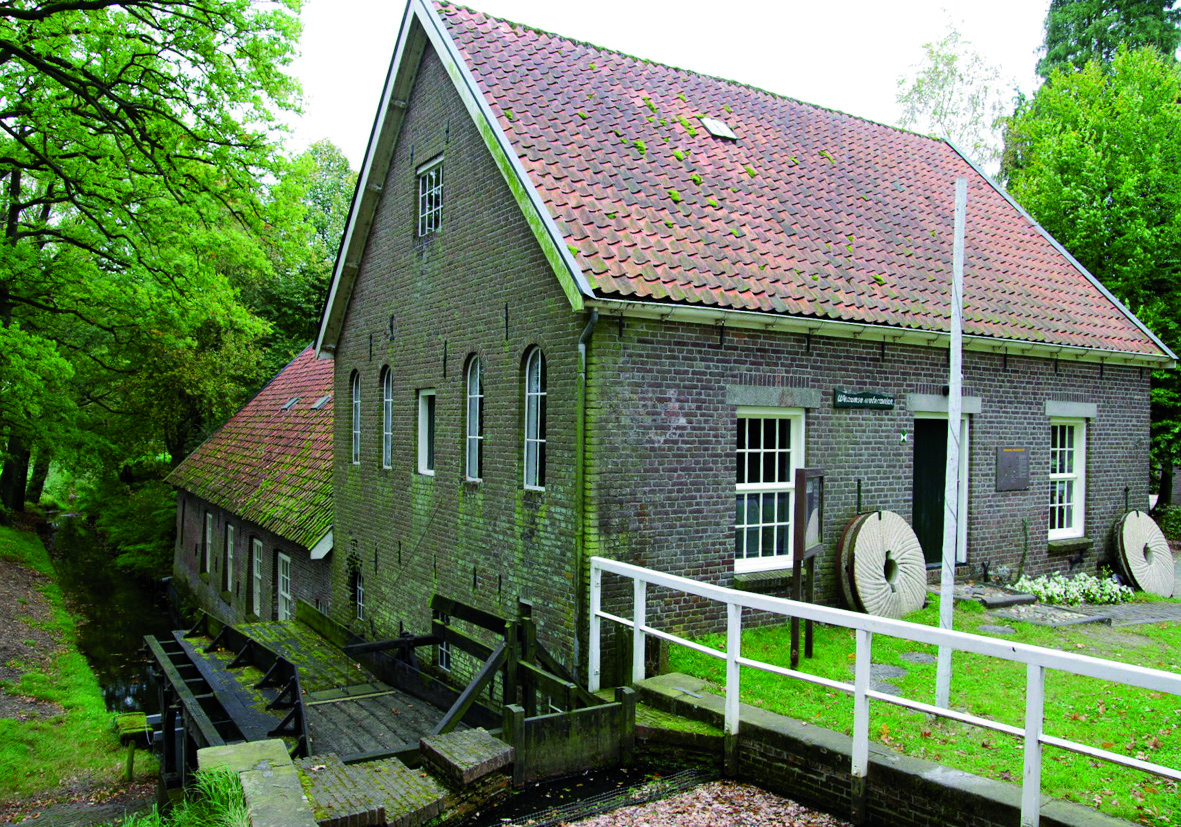
Водяний млин
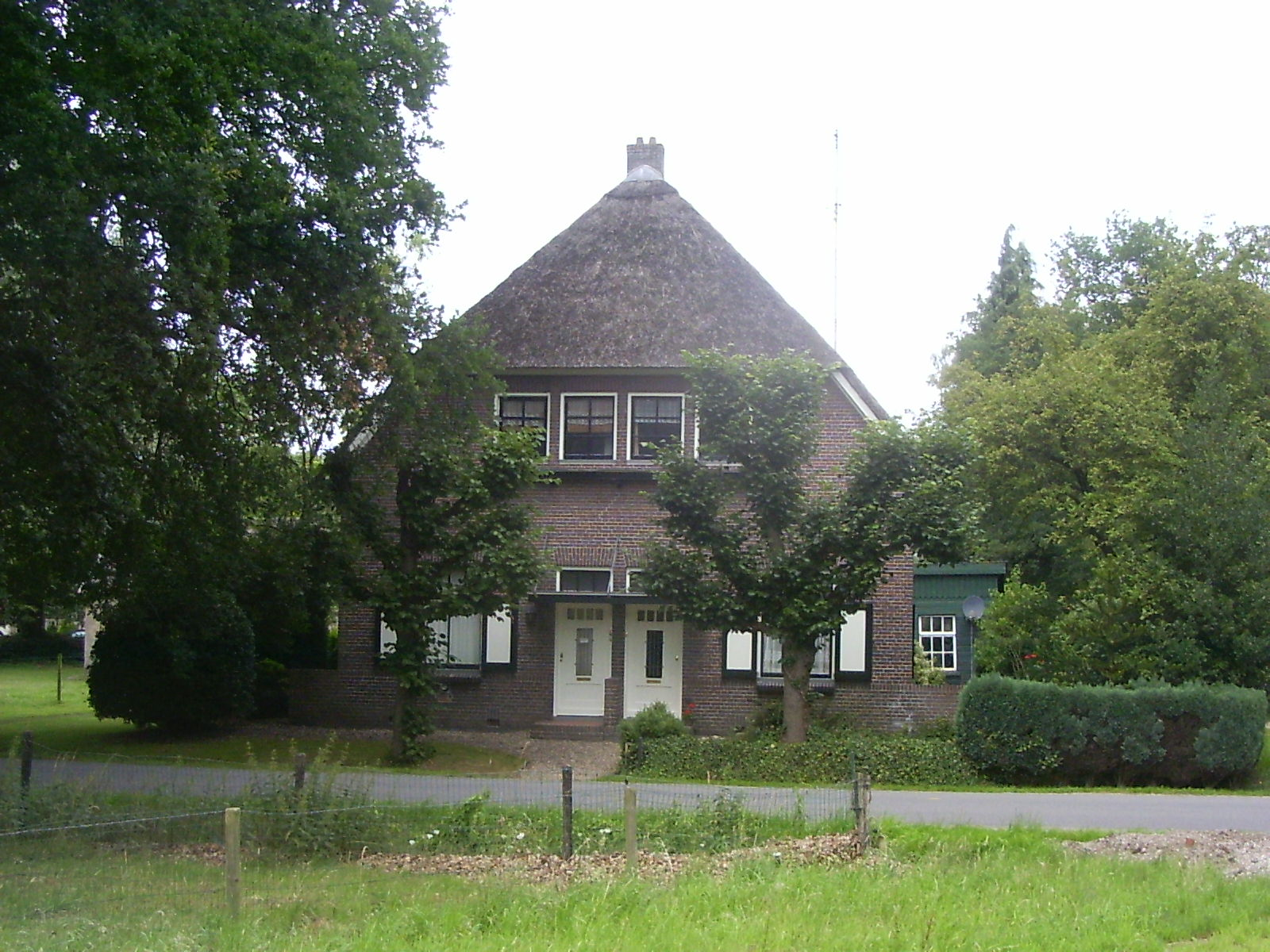
Ферма